# Alla breve
Alla breve, italienska ’i brevistakt’, d.v.s. halvtakt, är namn på de taktarter där halvnoten är räkneenhet (pulsslag) istället för fjärdedelsnoten. Benämningen kommer från mensuralnotskriften. Där innebar alla breve en förskjutning av tactus från semibrevis till brevis, d.v.s. en halvering av tidsvärdet. 
Den numera vanligaste formen av alla breve är den som noteras  eller 2/2. Det förekom även en variant kallad alla cappella, noterad 4/2 eller 2/1. Alla breve förekommer även i tretakt, 3/2.